# Stephanocyathus diadema
Stephanocyathus diadema är en korallart som först beskrevs av Henry Nottidge Moseley 1876.  Stephanocyathus diadema ingår i släktet Stephanocyathus och familjen Caryophylliidae. Inga underarter finns listade i Catalogue of Life.